# Ketupat (dorp)
Ketupat is een bestuurslaag in het regentschap Sumenep van de provincie Oost-Java, Indonesië. Ketupat telt 5801 inwoners (volkstelling 2010).